# Олуствере (миза)
Миза Олуствере (ест. Olustvere mõis, нім. Ollustfer) — маєток, збудований у середині XVI століття. З 1660-х років миза належала фон Шліппенбахам, а 1742 року перейшла у володіння родини фон Ферзенів. Пишну садибу збудовано на початку XX ст. Миколою фон Ферзеном. Розташовується на територія селища Олуствере.

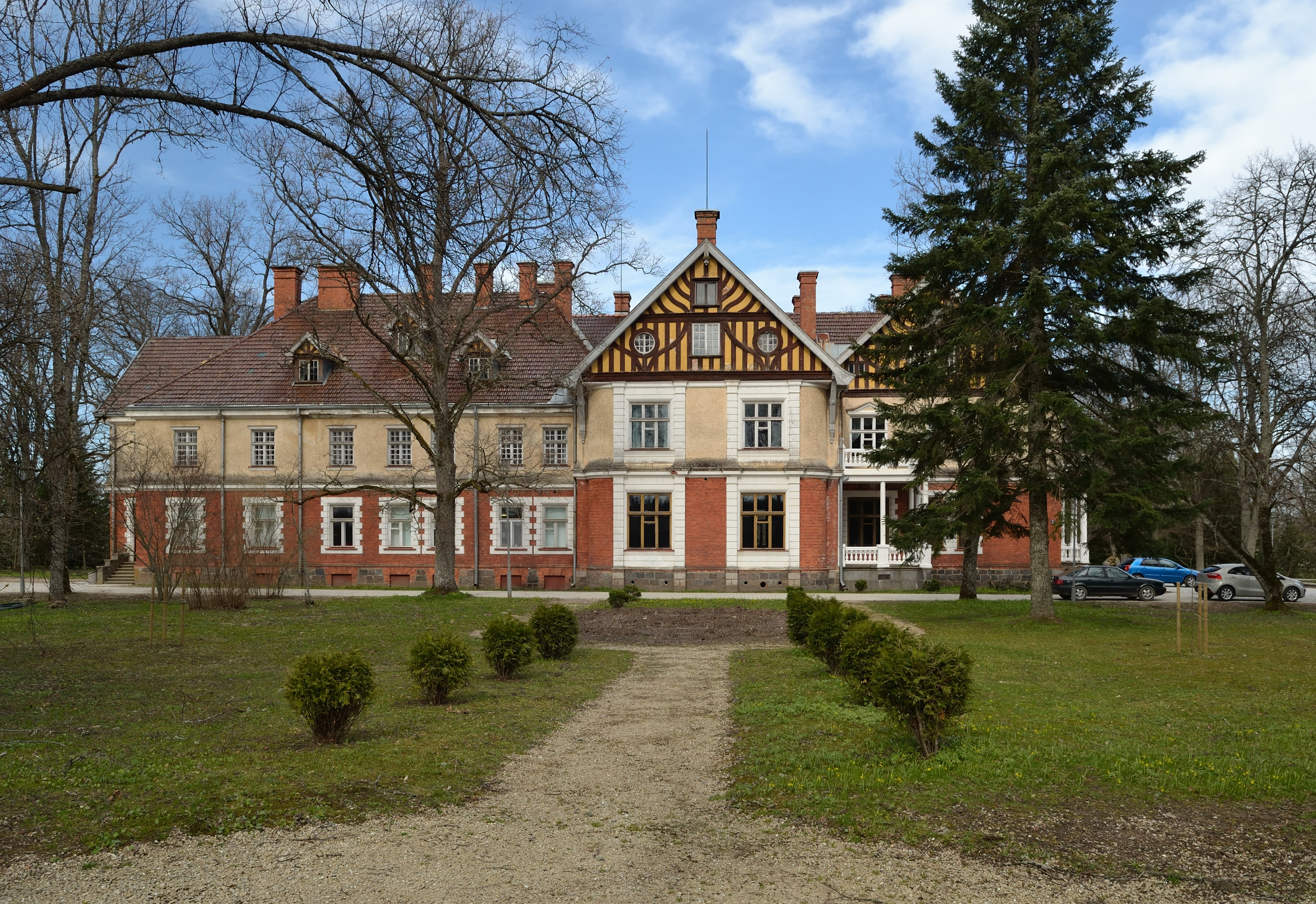
Головна будівля маєтку

Двоповерховий панський будинок (замок) в англійському стилі збудовано приблизно в 1903 році, можливо за проектом архітектора Арчибальда Макферсона. Найвражаюче приміщення будинку — це вестибюль в англійському стилі, який займає два поверхи. Гарні також так званий графський кабінет і зала. Великий парк оформив ризький міський садівник Георг Кушальт. Дороги, що ведуть до замку, перетворені на довгі алеї. Було зведено також низку підручних будівель.
1920 року до будинку, націоналізованого в 1919 році у фон Ферзенів, переїхало сільськогосподарське училище. У будинку мизи міститься туристичний центр та Олуствереський музей. Представницькі приміщення, де частково збереглися інтер'єри, використовуються для проведення семінарів і конференцій, а також для урочистих церемоній.

## Галерея

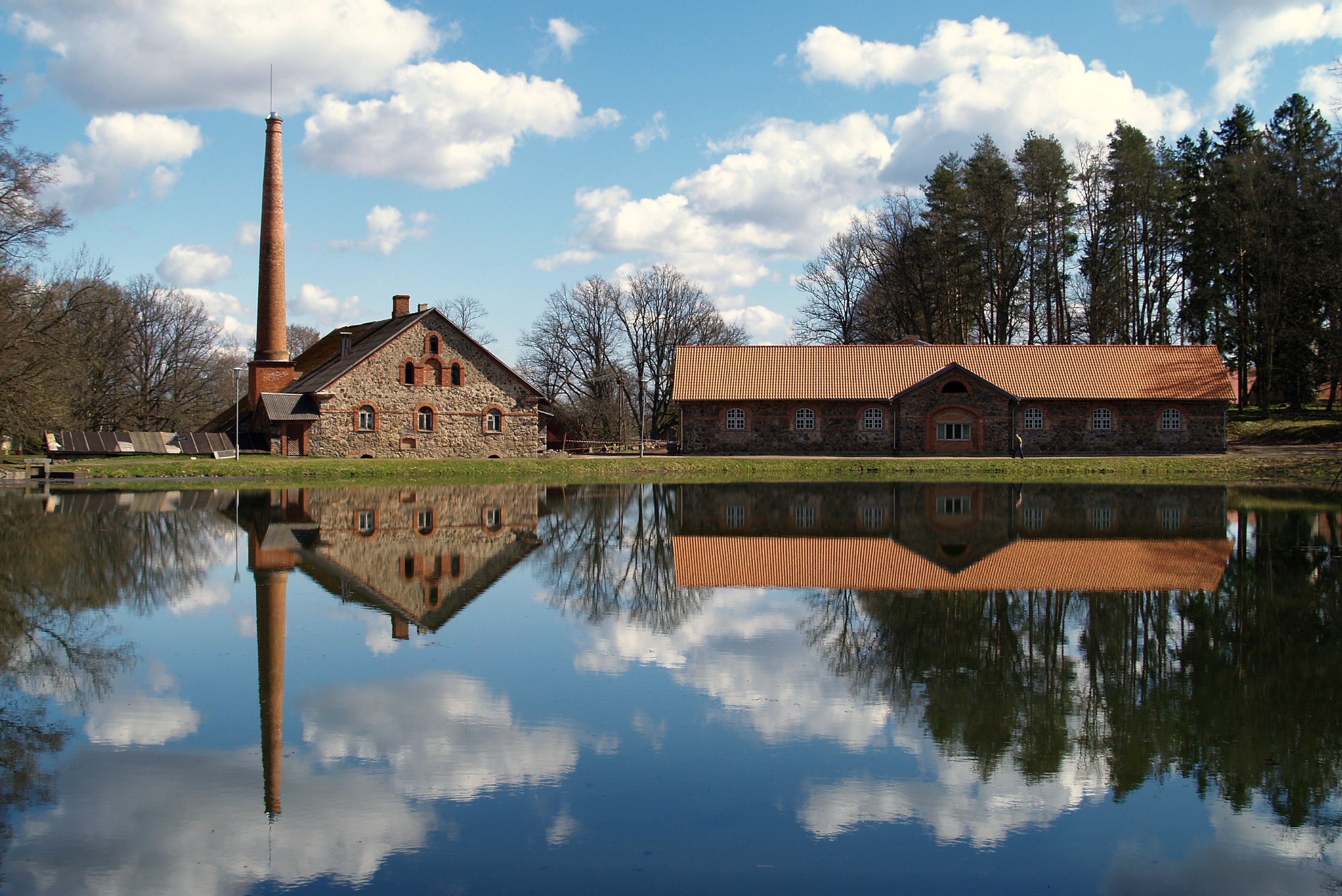
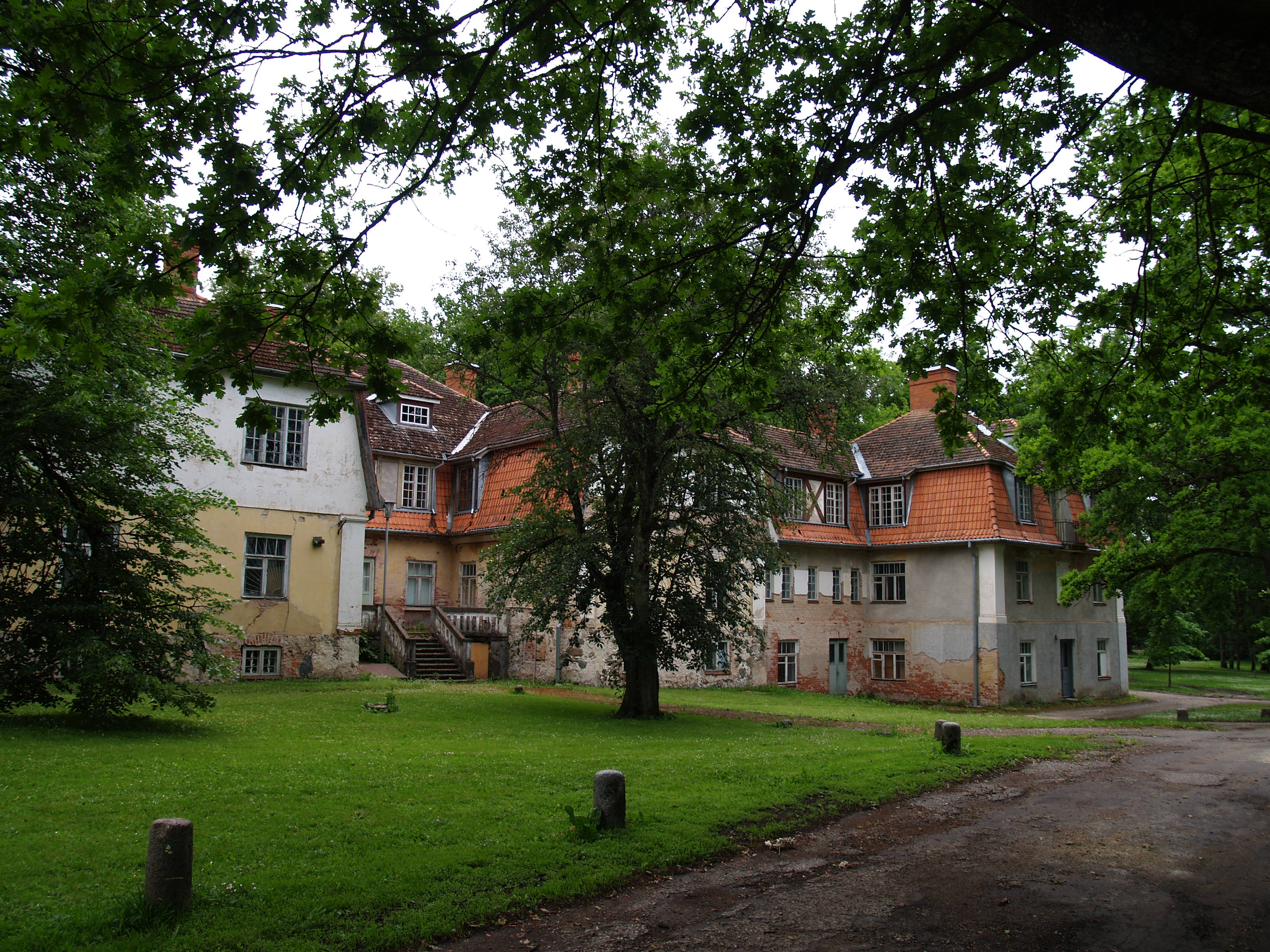
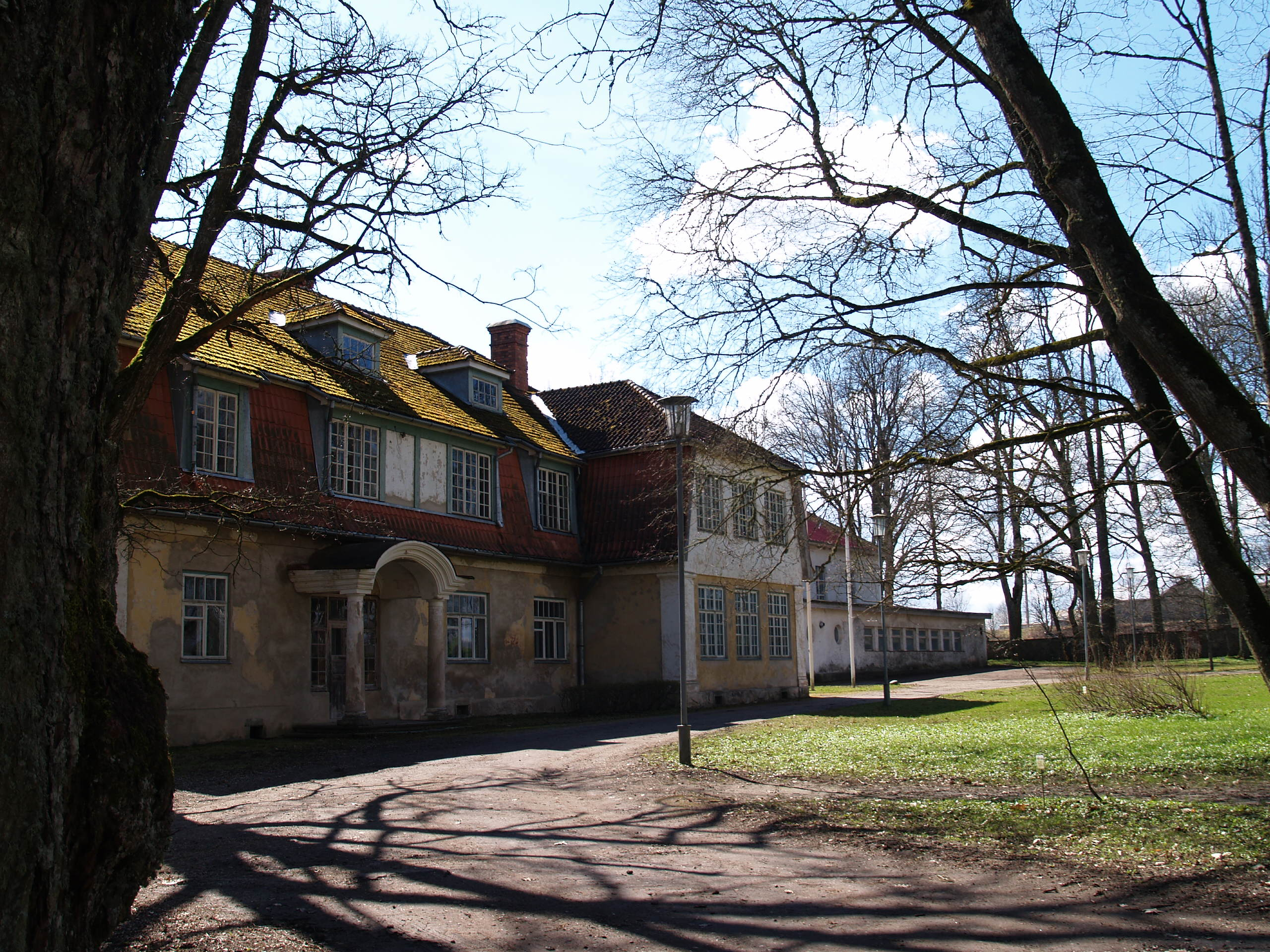
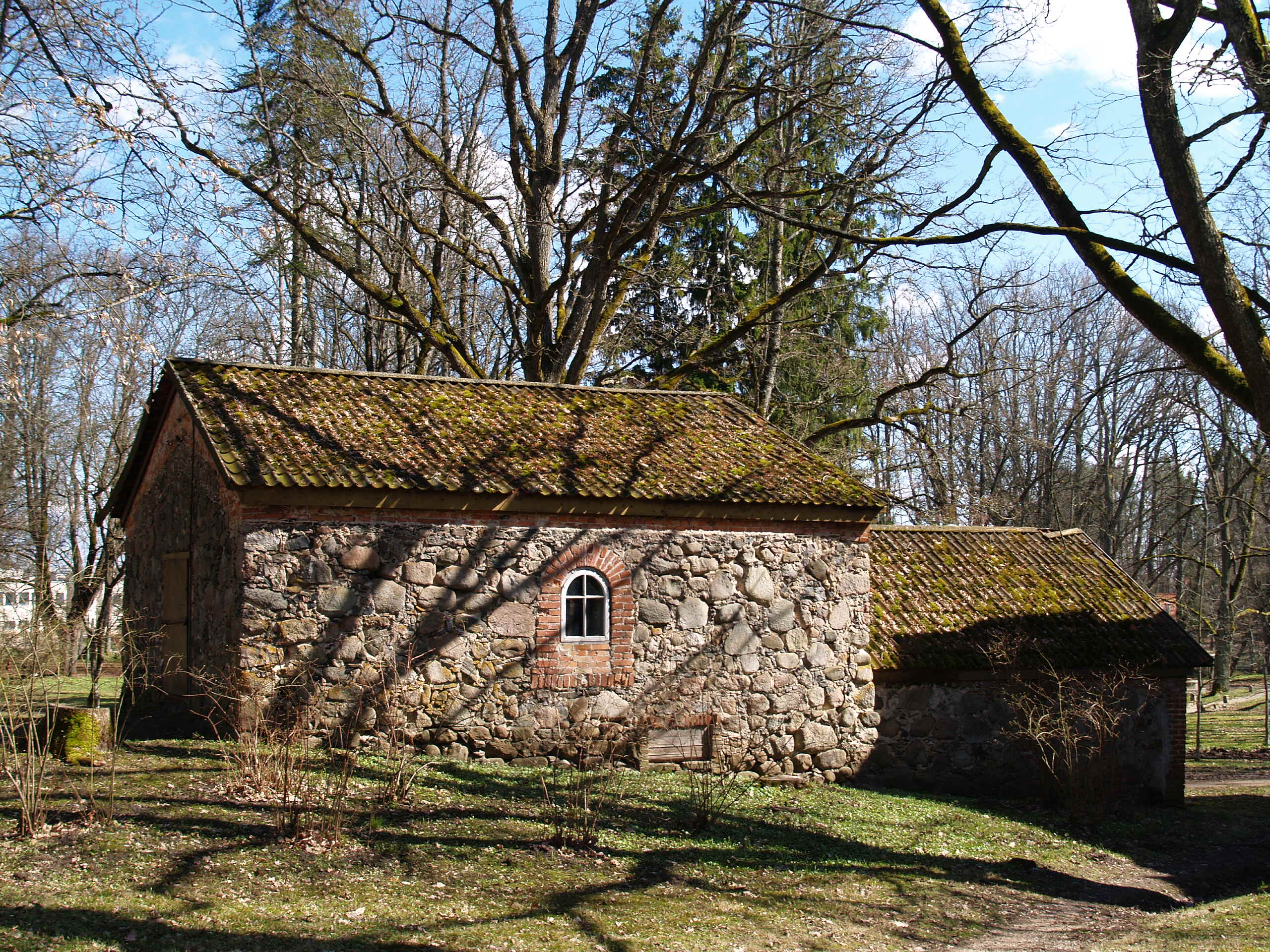
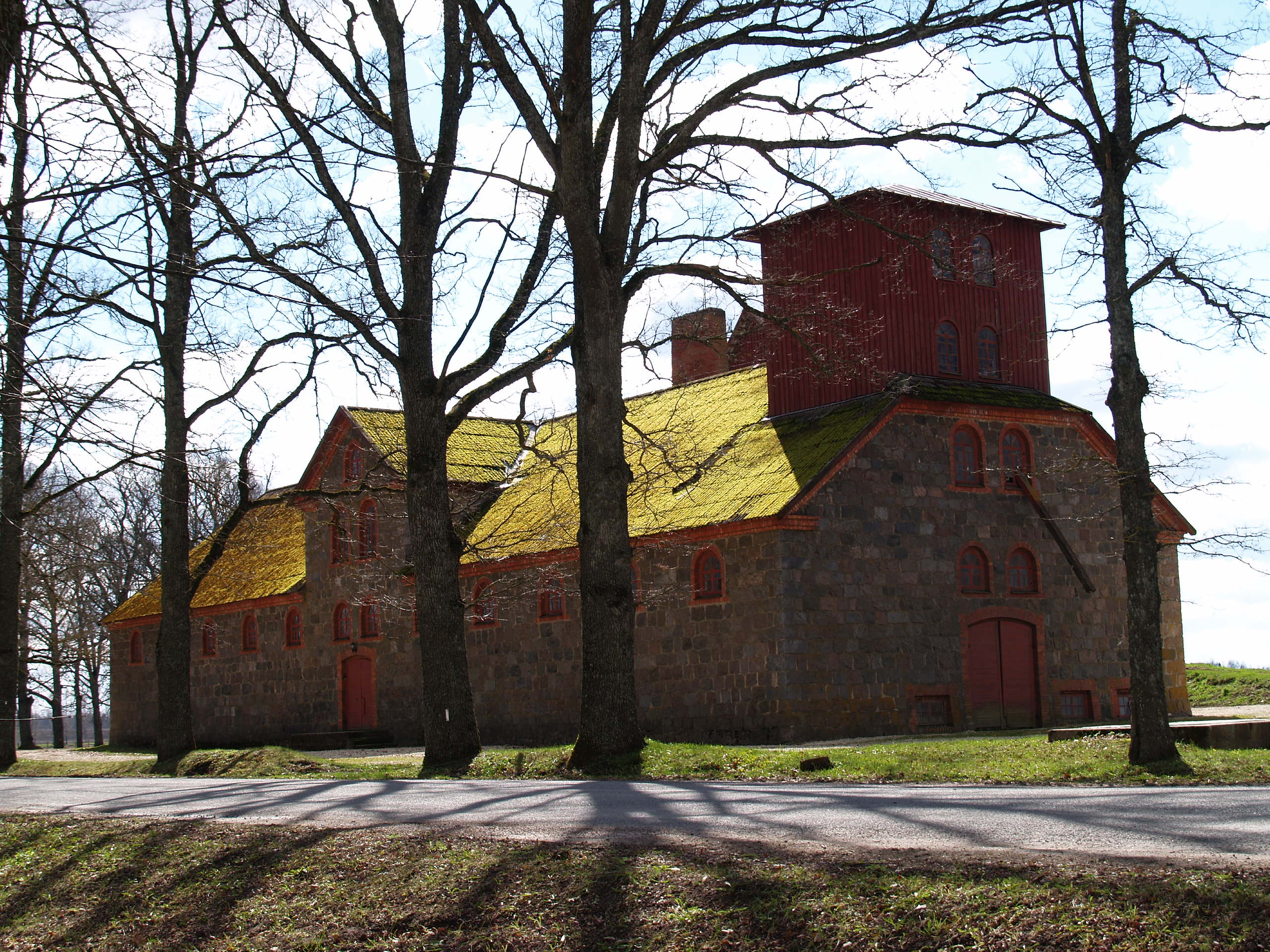
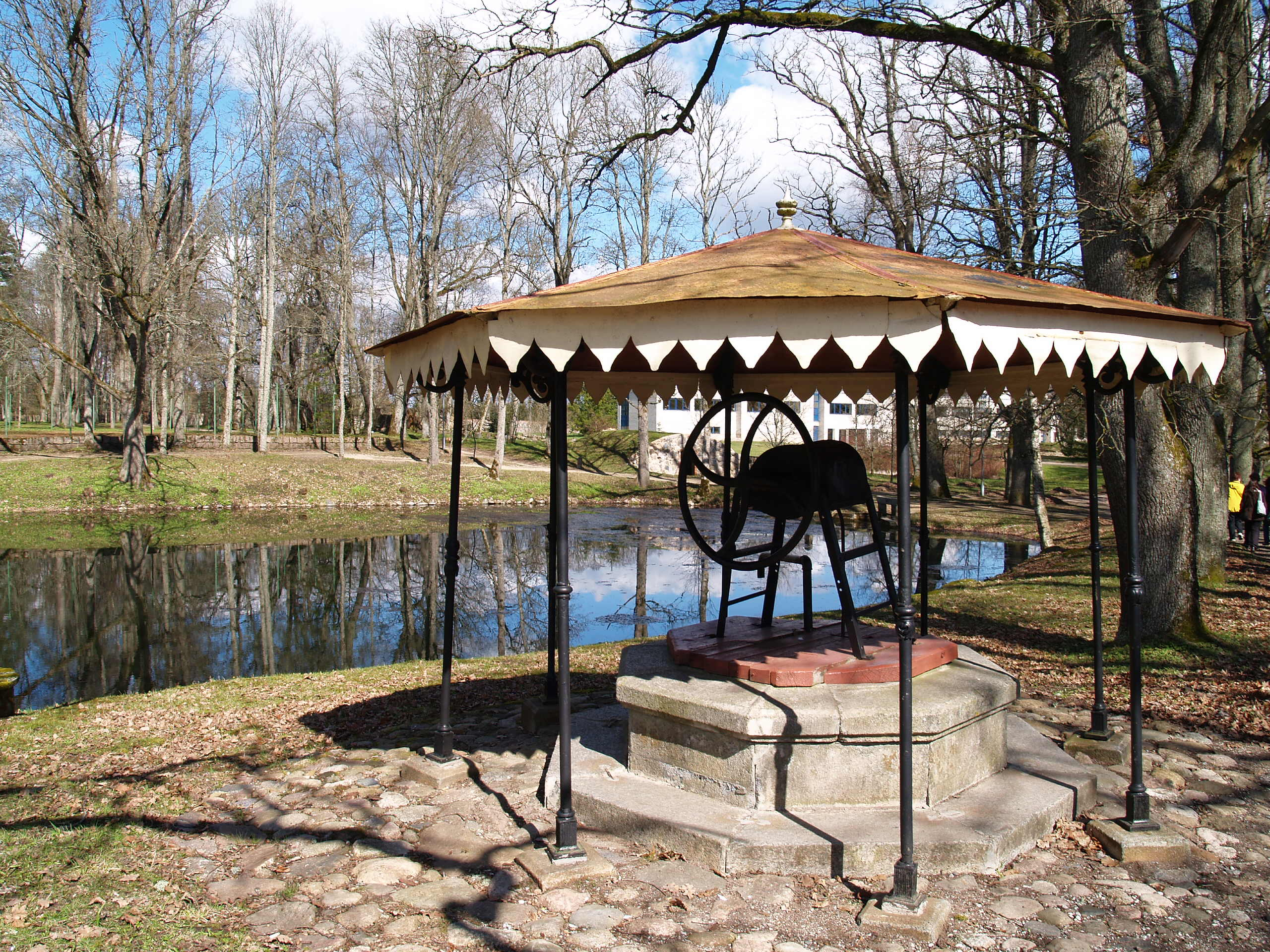